# Neolasioptera palmeri
Neolasioptera palmeri är en tvåvingeart som först beskrevs av Ephraim Porter Felt 1925.  Neolasioptera palmeri ingår i släktet Neolasioptera och familjen gallmyggor.
Artens utbredningsområde är New Mexico. Inga underarter finns listade i Catalogue of Life.